# Cassagnas
 Cassagnas  es una población y comuna francesa, situada en la región de Languedoc-Rosellón, departamento de Lozère, en el distrito de Florac y cantón de Barre-des-Cévennes.

## Demografía
| 146 | 121 | 118 | 109 | 116 | 134 |
| Para los censos de 1962 a 1999 la población legal corresponde a la población sin duplicidades (Fuente: INSEE [Consultar]) |     |     |     |     |     |